# 턴 잇 업 (영화)
"턴 잇 업"(Turn It Up)은 한국에서 제작된 강용규 감독의 2002년 드라마 영화이다. 이돈구 등이 주연으로 출연하였다.

## 출연

### 주연
- 이돈구
- 원소연

### 조연
- 이상훈
- 남상교
- 문선범
- 김보경

## 기타
- 프로듀서: 박한춘
- 프로듀서: 이재묵
- 조명: 박만창
- 조명: 함형석
- 그립: 김명락
- 음향: 김봉수
- 음향: 김석호
- 분장: 염명희
- 분장: 민석경
- 의상: 김나정
- 의상: 송영덕
- 의상: 신경미
- 총기획: 홍성영
- 스타일리스트: 배영춘